# José Renato (árbitro)
José Renato Albuquerque Soares (João Pessoa, 3 de outubro de 1969) é um árbitro de futebol da brasileiro.
É ex-árbitro do quadro da Federação Paraibana de Futebol e da Confederação Brasileira de Futebol, e presidente da comissão de arbitragem da Paraíba.
Formou-se árbitro em 1996 e foi do quadro da CBF de 2009 a 2014. Mesmo sendo considerado tecnicamente como um dos melhores árbitros do estado, foi muito contestado pelos clubes por suspeita de irregularidades, que teriam sido enviadas a corregedoria de arbitragem da CBF que, supostamente, teria brecado sua escala a nível nacional.
Na ficha da CBF sua profissão é informada como empresário, e informações dão conta que é proprietário de uma retífica de motores.

## Partidas apitadas em 2009
Copa do Brasil
- Primeira fase
  - Central  0 – 0  Ceará

Brasileiro Série C
- Fase de grupos - Grupo B
  - CRB  1 – 2  Icasa